# Zenodorus wangillus
Zenodorus wangillus là một loài nhện trong họ Salticidae.
Loài này thuộc chi Zenodorus. Zenodorus wangillus được Embrik Strand miêu tả năm 1911.